# 862 Франція
862 Франція (862 Franzia) — астероїд головного поясу, відкритий 28 січня 1917 року.
Тіссеранів параметр щодо Юпітера — 3,276.